# Лихуэ (аэропорт)
Аэропорт Лихуэ (англ. Lihue Airport, гав. Kahua Mokulele o Līhuʻe) — основной аэропорт острова Кауаи, расположен в двух километрах восточнее от города Лихуэ, штат Гавайи, США. 
В аэропорту расположены две взлетно-посадочные полосы и терминал с 8 выходами на посадку.

## История

Boeing 717 у телетрапа

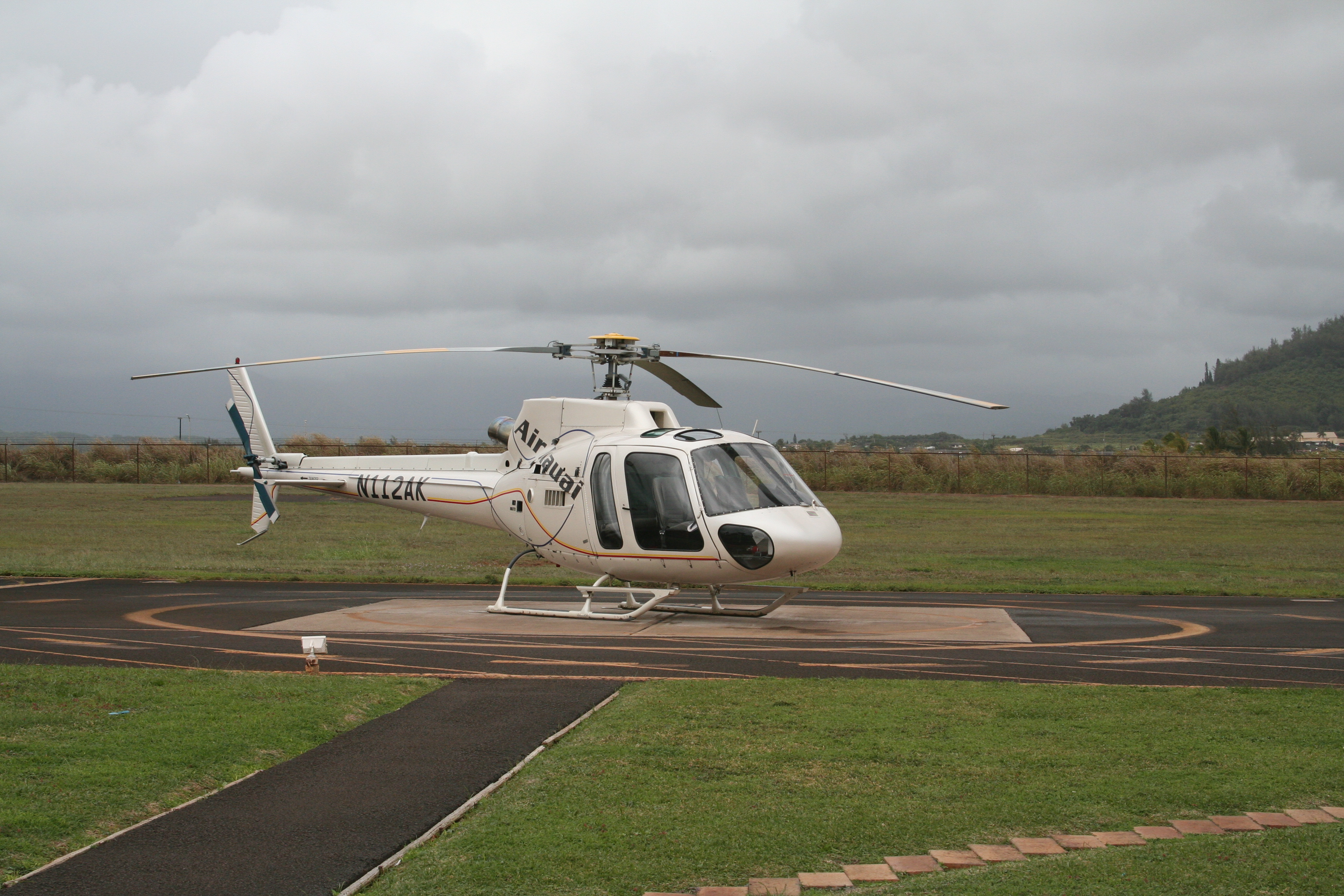
Вертолёт на вертолётной площадке

В 1944 году Управление гражданской авиации решило построить новый аэропорт, вместо восстановления маленького аэропорта Порт-Аллен, который будет невозможно расширять в будущем. А расширение было необходимо, например для обслуживания, набравшего популярность в военное время, самолёта Douglas DC-3.
Было рассотренно несколько возможных мест для строительства нового аэропорта, но лучшим сочли территорию между Лихуэ и океаном. Было запланировано строительство аэропорта с двумя взлётно-посадочными полосами. 
В 1947 году строительство аэропорта было одобрено, а в 1948 началось строительство взлётно-посадочной полосы.
27 октября 1949 года аэропорт был открыт для внепановых рейсов, но регулярные рейсы откладывались до постройки терминала 8 января 1950 года. На эту дату планировалась церемония открытия, но из-за сильного дождя первые рейсы были перенесены на следующий день. Первыми авиакомпаниями были Hawaiian Airlines, Trans-Pacific Airlines и Trans-Air Hawaii.
С 1 апреля 1950 года аэропорт получил возможность принимать ночные регулярные рейсы, а в августе началось строительство грузового терминала.

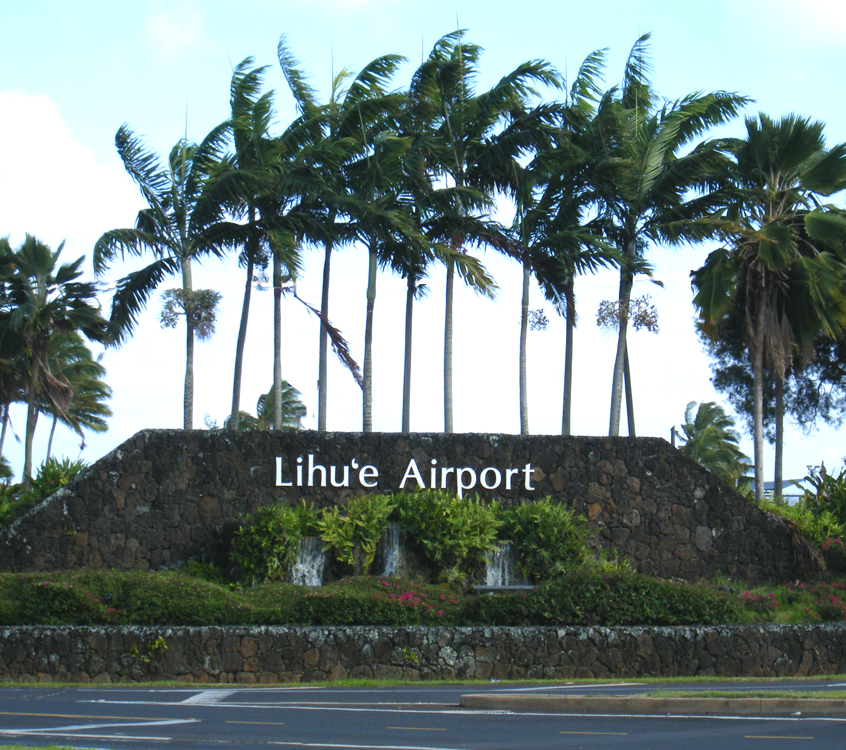
Вывеска аэропорта
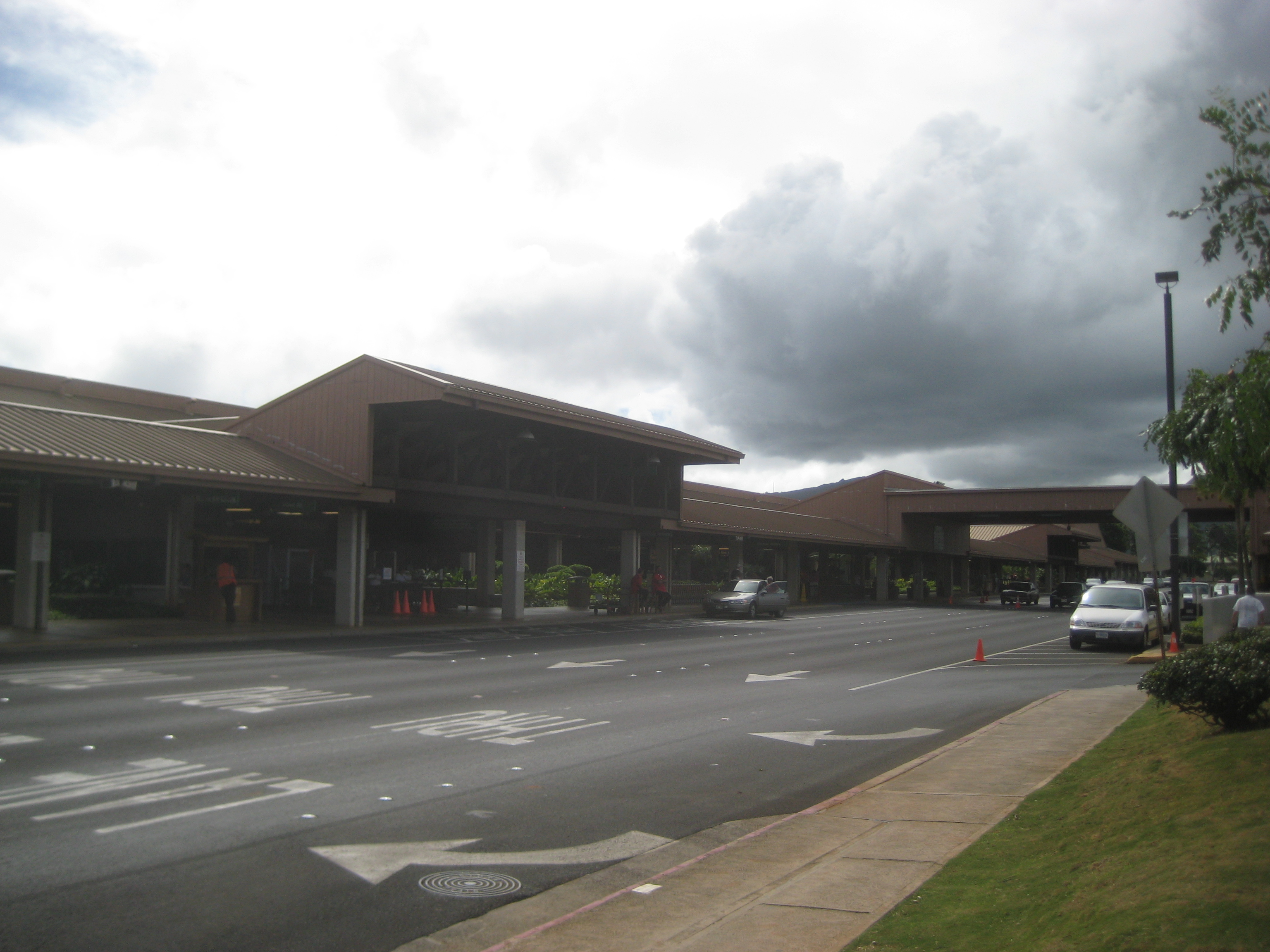
Терминал снаружи
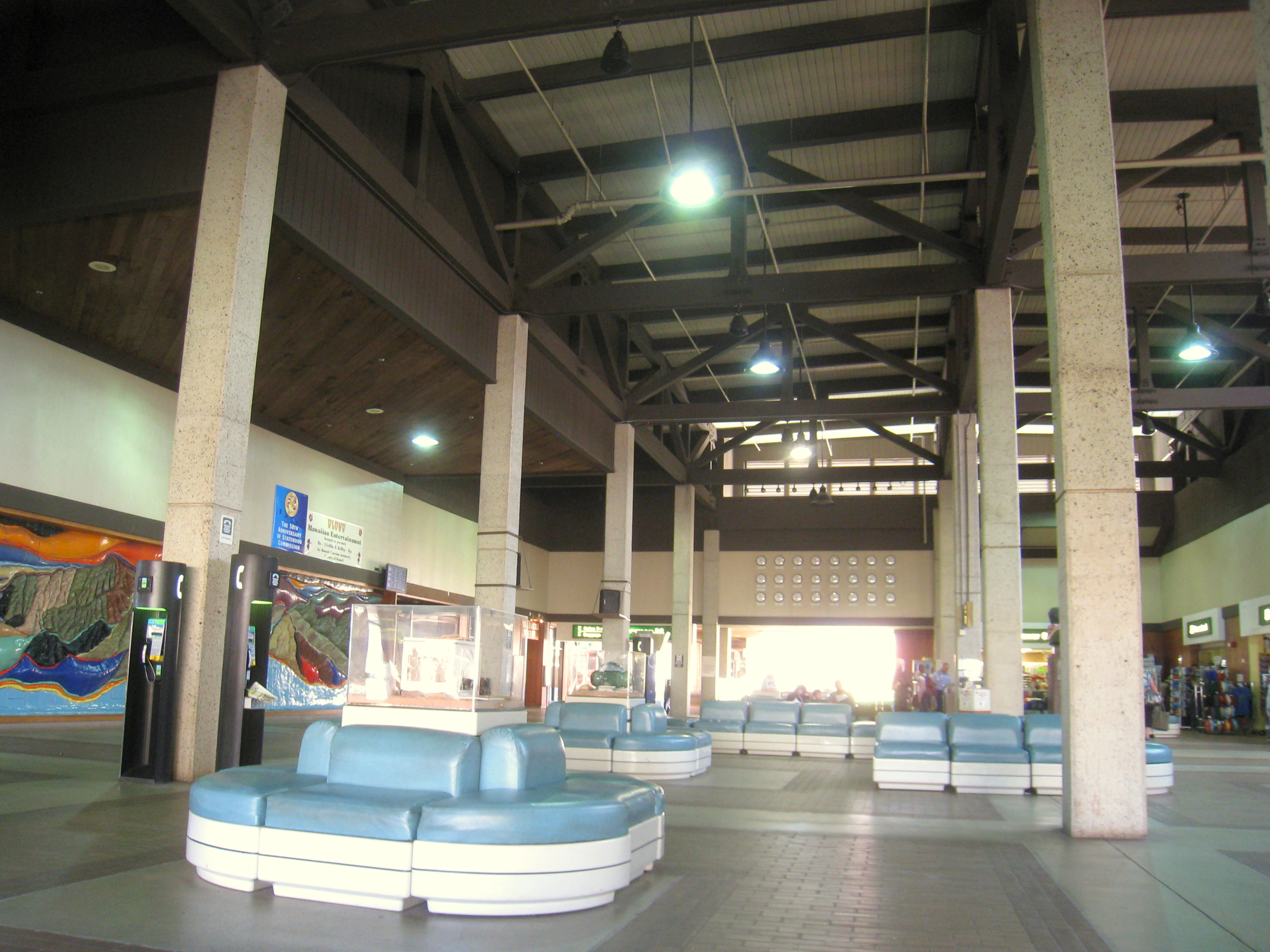
Терминал внутри
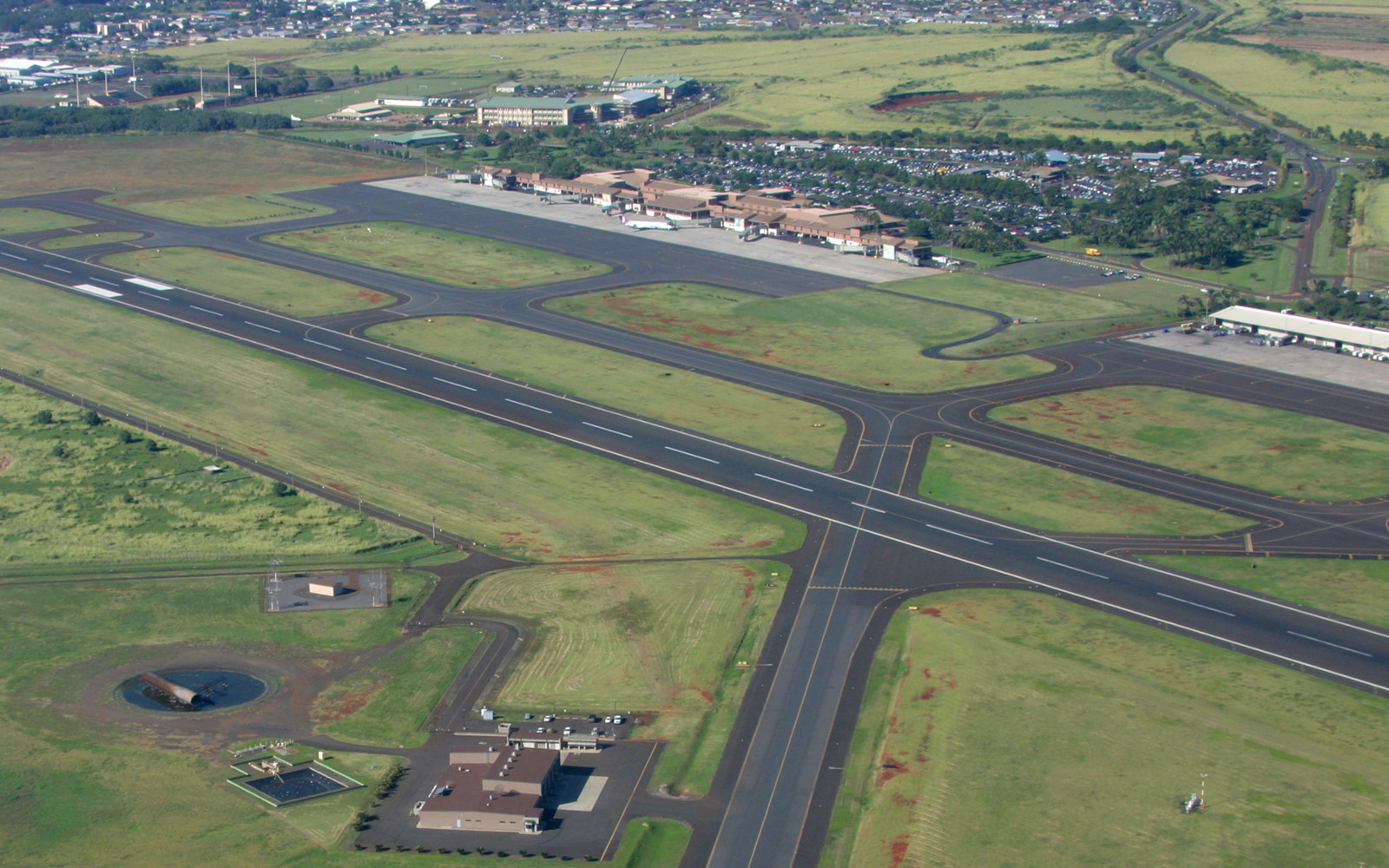
Вид на терминал, ВПП и рулёжные дорожки

## Авиакомпании и направления
Аэропорт обслуживает рейсы авиакомпаний Alaska Airlines, American Airlines, Delta Airlines, Hawaiian Airlines, Southwest Airlines, United Airlines и WestJet. 
Грузовые рейсы выполняют Aloha Air Cargo, Hawaiian Airlines, FedEx и UPS Airlines.